# Cary Tennis Classic 2025
Die Cary Tennis Classic 2025 war ein Tennisturnier der ITF Women’s World Tennis Tour 2025 für Damen und ein Tennisturnier der ATP Challenger Tour 2025 für Herren in Cary. Die Turniere fanden zeitgleich vom 30. Juni bis 7. Juli 2025 statt.